# Янчекрак (река, впадает в Березанский лиман)
Янчекрак (укр. Янчекрак) — река и балка, впадающая в Березанский лиман, расположенная на территории Николаевского и Березанского районов (Николаевская область, Украина).

## География
Длина — 27,6 км. Площадь бассейна — 205 км². Долина изредка изрезана ярами и промоинами, берега в нижнем течении обрывистые с пляжами высотой 3-6 м. На протяжении почти всей длины пересыхает, среднее и верхнее течение — наименее маловодное. Есть небольшие пруды, в нижнем течении — каскад прудов. Характерны весенние и летние паводки.
Берет начало непосредственно севернее села Новосёловка. Река и балка проходит в юго-восточном и южном направлении. Впадает в Березанский лиман в селе Солнечное. 
Притоки: (от истока к устью) безымянные балки
Населённые пункты (от истока к устью):
Николаевский район
1. Новосёловка
2. Сеньчино

Очаковский район
1. Ульяновка[5]
2. Новое
3. Каменка
4. Солнечное